# 瑞芳街

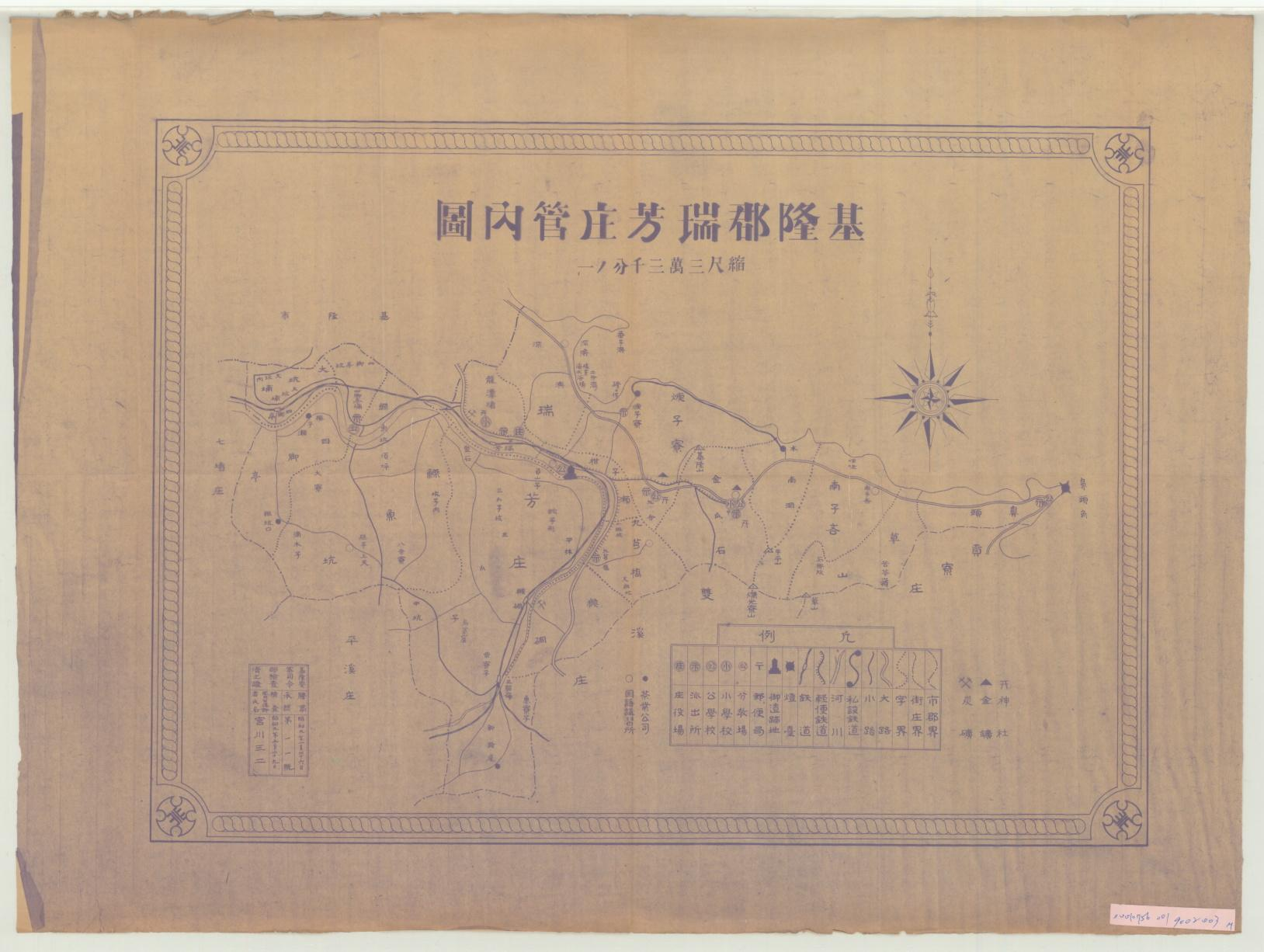
1937年基隆郡瑞芳庄管內圖

瑞芳街為臺灣日治時期1938年2月至1945年10月間存在之行政區，轄屬臺北州基隆郡，今新北市瑞芳區。瑞芳街在當時以礦業發達的九份、金瓜石著稱。

## 行政區劃
瑞芳街在清治時期及日治時期初期屬石碇堡、基隆堡的街庄，在1896年3月隸屬「臺北縣基隆支廳」，在1897年6月隸屬「基隆辨務署」、「水返腳辨務署」，而水返腳辨務署在1900年9月18日被併入基隆辨務署。1901年11月11日，基隆廳成立，瑞芳地區隸屬「基隆廳瑞芳支廳」。1903年11月1日，基隆廳實施街庄整併，瑞芳地區被整併為以下15個庄，並被劃分為第3、21區。
- 石碇堡：𫙮魚坑、四脚亭庄、大坑埔庄、三爪仔庄
- 基隆堡：柑仔瀨、龍潭堵庄、深澳庄、鼻頭庄、焿仔藔庄、九份庄、九芎橋庄、猴硐庄、南仔吝庄、水南洞庄、草山[3]

1905年7月1日，瑞芳地區改劃分為瑞芳區、𫙮魚坑區。1909年10月25日，基隆廳被併入臺北廳，瑞芳地區隸屬「臺北廳瑞芳支廳」。1920年10月1日，原堡里之行政區廢除，街庄改為大字；前述15庄合併為臺北州基隆郡「瑞芳庄」，轄域內分為𫙮魚坑、四脚亭、大坑埔、三爪子、柑子瀨、龍潭堵、深澳、鼻頭、焿子寮、九分、九芎橋、猴硐、南子吝、水南洞、草山等15個大字。
- 𫙮魚坑大字下有「𫙮魚坑」、「八分寮」、「大寮」、「尫子上天」、「坑子內」、「頂坪」、「滴水子」小字名
- 四脚亭大字下有「四脚亭埔」、「楓子瀨」、「粗坑口」、「四脚亭坑」小字名
- 三爪子大字下有「堅石」、「三爪子坑」、「員山子」、「蛇子形」、「坪林」、「魚寮子」、「烏塗坑」、「柴寮子」、「中坑」、「新路尾」小字名
- 大坑埔大字下有「大坑埔」、「大坑內」小字名
- 柑子瀨大字下有「柑子瀨」、「苧子潭」小字名
- 南子吝大字下有「南子吝」、「哩咾」小字名
- 草山大字下有「草山」、「石梯坑」、「苦苓嶺」小字名[5]

昭和8年（1933年）12月16日「九分」大字改為「金瓜石」（府令143號）。昭和13年（1938年）2月11日，瑞芳庄升格為「瑞芳街」（府令7號）。二戰後，瑞芳街在1946年1月16日改為臺北縣基隆區瑞芳鎮。1950年8月，縣轄區廢止，瑞芳鎮直接隸屬臺北縣。
| 1903年 | 1903年                                                                                           | 1905年   | 1905年   | 1920年-1933年 | 1920年-1933年 | 1946年 |
| 區     | 街庄                                                                                             | 區       | 街庄     | 街庄          | 大字          | 鄉鎮   |
| ------ | ------------------------------------------------------------------------------------------------ | -------- | -------- | ------------- | ------------- | ------ |
| 第21區 | 尪仔上天庄、大藔庄、八份藔庄、𫙮魚坑庄、坑仔內庄、頂平庄、滴水仔庄                               | 𫙮魚坑區 | 𫙮魚坑庄 | 瑞芳庄        | 𫙮魚坑        | 瑞芳鎮 |
| 第21區 | 四腳亭坑庄、四腳亭埔庄、四腳亭庄、粗坑庄                                                         | 𫙮魚坑區 | 四脚亭庄 | 瑞芳庄        | 四脚亭        | 瑞芳鎮 |
| 第21區 | 大坑內庄、大坑埔庄                                                                               | 𫙮魚坑區 | 大坑埔庄 | 瑞芳庄        | 大坑埔        | 瑞芳鎮 |
| 第21區 | 蛇仔形庄、員山仔庄、中坑庄、烏塗窟庄、竪石庄、柴藔仔庄、三瓜仔庄、三瓜仔坑庄、新路尾庄、魚藔仔庄 | 𫙮魚坑區 | 三爪仔庄 | 瑞芳庄        | 三爪子        | 瑞芳鎮 |
| 第3區  | 瑞芳街、苧仔潭庄                                                                                 | 瑞芳區   | 柑仔瀨庄 | 瑞芳庄        | 柑子瀨        | 瑞芳鎮 |
| 第3區  | 龍潭堵                                                                                           | 瑞芳區   | 龍潭堵庄 | 瑞芳庄        | 龍潭堵        | 瑞芳鎮 |
| 第3區  | 深澳堵庄、深澳庄                                                                                 | 瑞芳區   | 深澳庄   | 瑞芳庄        | 深澳          | 瑞芳鎮 |
| 第3區  | 鼻頭庄                                                                                           | 瑞芳區   | 鼻頭庄   | 瑞芳庄        | 鼻頭          | 瑞芳鎮 |
| 第3區  | 焿仔藔庄                                                                                         | 瑞芳區   | 焿仔藔庄 | 瑞芳庄        | 焿子寮        | 瑞芳鎮 |
| 第3區  | 九份庄、金瓜石庄                                                                                 | 瑞芳區   | 九份庄   | 瑞芳庄        | 九分          | 瑞芳鎮 |
| 第3區  | 九芎橋庄                                                                                         | 瑞芳區   | 九芎橋庄 | 瑞芳庄        | 九芎橋        | 瑞芳鎮 |
| 第3區  | 猴洞庄                                                                                           | 瑞芳區   | 猴硐庄   | 瑞芳庄        | 猴硐          | 瑞芳鎮 |
| 第3區  | 南仔吝庄、哩咾庄                                                                                 | 瑞芳區   | 南仔吝庄 | 瑞芳庄        | 南子吝        | 瑞芳鎮 |
| 第3區  | 水湳洞庄                                                                                         | 瑞芳區   | 水南洞庄 | 瑞芳庄        | 水南洞        | 瑞芳鎮 |
| 第3區  | 草山庄                                                                                           | 瑞芳區   | 草山庄   | 瑞芳庄        | 草山          | 瑞芳鎮 |

## 街庄長
- 橫山虎次：1920年至1924年（曾任鳳山廳長、澎湖廳長）
- 牛越多利之進：1925年至1932年（曾任宜蘭郡役所警察課警部）
- 宮川三二：1933年至1945年（曾任澎湖廳警務課警部）

## 人口
| 大字別 | 內地人 | 台灣人 | 朝鮮人 | 中華民國人 | 其他外國人 | 小計(人) |
| ------ | ------ | ------ | ------ | ---------- | ---------- | -------- |
| 𫙮魚坑 | 0      | 1,747  | 0      | 4          | 0          | 1,751    |
| 四脚亭 | 20     | 1,068  | 0      | 0          | 0          | 1,088    |
| 大坑埔 | 41     | 1,997  | 0      | 23         | 0          | 2,061    |
| 三爪子 | 75     | 3,441  | 0      | 35         | 0          | 3,551    |
| 柑子瀨 | 59     | 1,560  | 0      | 29         | 0          | 1,648    |
| 龍潭堵 | 367    | 6,415  | 0      | 261        | 0          | 7,043    |
| 深澳   | 2      | 551    | 0      | 2          | 0          | 555      |
| 鼻頭   | 6      | 805    | 0      | 7          | 0          | 818      |
| 焿子寮 | 206    | 17,047 | 11     | 807        | 9          | 18,080   |
| 金瓜石 | 1,412  | 10,558 | 0      | 2,071      | 1          | 14,042   |
| 九芎橋 | 9      | 2,762  | 0      | 55         | 0          | 2,826    |
| 猴硐   | 1      | 1,432  | 0      | 87         | 0          | 1,520    |
| 南子吝 | 0      | 419    | 0      | 1          | 0          | 420      |
| 水南洞 | 635    | 2,759  | 0      | 77         | 0          | 3,471    |
| 草山   | 0      | 33     | 0      | 0          | 0          | 33       |
| 小計   | 2,833  | 52,594 | 11     | 3,459      | 10         | 58,907   |

## 設施

### 官公署
- 瑞芳街役場
- 瑞芳郵便局
- 金瓜石郵便局
- 瑞芳神社
- 瑞芳社
- 金瓜石社
- 猴硐社
- 瑞芳食料品小賣市場
- 九分食料品小賣市場
- 深澳火力發電所
- 台鐵宜蘭線
  - 四腳亭車站
  - 瑞芳車站
  - 猴硐車站
  - 三貂嶺車站

### 學校
- 瑞芳尋常小學校→瑞芳國民學校（現為瑞芳高工）
- 金瓜石尋常高等小學校→金瓜石國民學校（現為私立時雨高中）
- 瑞芳公學校→瑞芳東國民學校（今 瑞芳國小）
- 四腳亭公學校→四腳亭國民學校（今 瑞亭國小）
- 九分公學校→九分國民學校（今 九份國小）
- 金瓜石公學校→金瓜石東國民學校（今 瓜山國小）
- 金瓜石東國民學校鼻頭分教場（今 鼻頭國小）
- 猴硐公學校→猴硐國民學校（今 新北市立猴硐蒙特梭利實驗小學）
- 瑞陽國民學校（1941年4月設立，戰後被併入九分國民學校）
- 私立金瓜石幼稚園

### 主要會社
- 瑞芳信用購買販賣利用組合（今 瑞芳地區農會）
- 日本礦業株式會社金瓜石礦山事務所
- 裕益商事株式會社
- 合資會社東和商行
- 芳隆鑛業合資會社
- 瑞芳礦業合資會社
- 益隆運送株式會社[7]

### 名勝舊跡
- 北白川宮瑞芳街御遺跡所
- 北白川宮三貂嶺御遺跡所
- 清劉明燈題詩遺跡（三貂嶺附近）
- 瑞芳海水浴場（瑞濱海水浴場）
- 雞籠山
- 柑子瀨索道[7]